# Tipula subcinerea
Tipula subcinerea är en tvåvingeart som beskrevs av Doane 1901. Tipula subcinerea ingår i släktet Tipula och familjen storharkrankar. Inga underarter finns listade i Catalogue of Life.